# Thor-Christian Ebbesvik

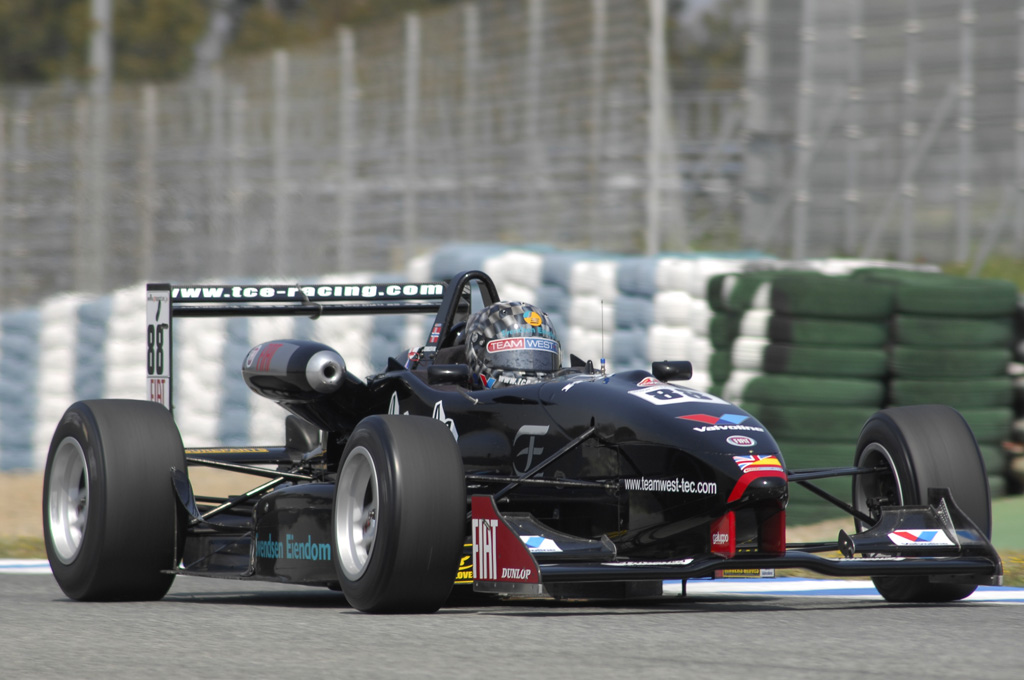
Thor-Christian Ebbesvik in der spanischen Formel-3-Meisterschaft 2007

Thor-Christian Ebbesvik (* 17. Dezember 1983 in Bergen) ist ein ehemaliger norwegischer Rennfahrer.

## Karriere
Ebbesvik begann seine Motorsportkarriere 1994 im Kartsport. Nachdem eine Kartstrecke in seiner Nähe geschlossen worden war, musste er seine Karriere bis zu seinem 18. Geburtstag, an dem er einen Führerschein erhielt, unterbrechen. Er war bis 2004 im Kartsport aktiv. 2005 wechselte er in den Formelsport und wurde Sechster in der britischen Formel Ford. 2006 blieb der Norweger in der Meisterschaft und belegte mit einem Sieg den vierten Gesamtrang. 2007 wechselte er zum Team West-Tec in die spanische Formel-3-Meisterschaft. Während er den 16. Gesamtrang belegte, gewann er die Wertung Copa de España. Im September absolvierte er Testfahrten in der GP2-Serie und wurde zum ersten Norweger in einem GP2-Auto. 2008 bestritt Ebbesvik seine zweite Saison in der spanischen Formel 3. Er entschied zwei Rennen für sich und beendete die Saison auf dem zehnten Platz in der Gesamtwertung. Für 2009 versuchte Ebbesvik in die GP2-Serie oder die World Series by Renault zu wechseln. Da er keine Sponsoren für eine der beiden Serien fand, blieb der Norweger beim Team West-Tec in der Meisterschaft, die inzwischen in European F3 Open umbenannt worden war. Er entschied erneut ein Rennen für sich und verbesserte sich im Gesamtklassement auf den fünften Gesamtrang. Außerdem nahm er an zwei Rennen der Formula Le Mans teil.
2010 kehrte Ebbesvik dem Formelsport den Rücken und wechselte zum Team Bruichladdich in die Le Mans Series, in der er mit seinen Teamkollegen Karim Ojjeh und Tim Greaves einen Ginetta-Zytek GZ09S/2 pilotierte. Sein Team beendete die Saison auf dem fünften Platz in der LMP2-Wertung. Außerdem war geplant, dass der Norweger beim 24-Stunden-Rennen von Le Mans debütieren sollte, jedoch kam es aufgrund einer Verletzung nicht dazu.

## Statistik

### Karrierestationen
- 1994–2004: Kartsport
- 2005: Britische Formel Ford (Platz 6)
- 2006: Britische Formel Ford (Platz 4)
- 2007: Spanische Formel-3-Meisterschaft (Platz 16)
- 2008: Spanische Formel-3-Meisterschaft (Platz 10)
- 2009: European F3 Open (Platz 5)
- 2010: Le Mans Series, LMP2-Wertung (Platz 5)